# Ngawang Chogden
(Jentsa) Ngawang Chogden (Jentsa Karmo Puk, 1677 - Reting, 1751) was de eerste Reting rinpoche in Tibet. In 1729 werd hij de leraar van de zevende dalai lama. Van 1739-1746 was hij Ganden tripa.

## Opleiding
Op de leeftijd van elf jaar ging Chogden naar het klooster Chakyung, waar hij reciteren en liturgie leerde. Op zijn vijftiende ging hij naar Centraal Tibet om te studeren in het klooster Sera Samlo voor onderricht in de vijf tekstgroepen van het woord Boeddha (pramana, madhyamaka, prajnaparamita, abhidhamma en vinaya). Op zijn twintigste deed hij mee aan debatsessie in Sangpur en ontving hij de titel parchin, Wylie: phar-phyin dat betekent:  transcendent persoon met compleet zicht. Toen hij 25 jaar oud was, deed hij mee aan de debatten tijdens het Grote Gebedsfestival in de tempel Lhaden in Lhasa en ontving hij de volledige inwijding van de vijfde pänchen lama. Meteen erna ging hij naar de tantrische sectie in Me (smad), waar hij master (dge-bskod) werd in de tantrische discipline toen hij 29 was.

## Verdere leven
Na zijn opleiding ging hij terug naar zijn geboortestreek Do Me (mdo-smad) waar hij de kloosters Chakyung, Kumbum, Konlung en Tsenpo aandeed. Voor zijn vader en moeder liet hij stoepa's van de Acht Heruka's bouwen.
Hij ging terug naar Centraal Tibet en op zijn 34e ging hij naar de abt van Ngari Toling, waar hij zeven jaar bleef voor de restauratie van duizenden stoepa's die stamden uit de tijd van Lochen Rinchen Tsangpo (958-1055).Toen hij 43 was, werd bij troonhouder van Gyume (rgyud-smad), waar hij tien jaar lesgaf.
Op een leeftijd van 52 werd hij de leraar van de zevende dalai lama. Hij ging naar Karthar in Kham om hem soetra's en tantra's te leren.
Rond deze tijd werd hij benoemd tot troonhouder van het klooster Reting. Sinds hem begon reïncarnatielijn van Reting rinpoches. Van de Chinese keizer ontving hij de titel Achitu Nominhan.
In 1739, op een leeftijd van 63 jaar werd hij de Ganden tripa, ofwel de troonhouder van het klooster Ganden. Hiermee stond hij aan het hoofd van de gelugtraditie, de leidende traditie in het Tibetaans boeddhisme. Hij behield deze positie tot 1746.
Op 11 november 1750 deed hij tevergeefs een persoonlijke poging ter plekke, om de woedende menigte onder aanvoering van Lobsang Trashi tot bedaren te krijgen, eveneens als enkele secretarissen van de zevende dalai lama. Het oproer in Lhasa ontaardde echter in een bloedbad met 128 Chinese slachtoffers en een jaar later de executie van veertien opstandelingen.
Hij overleed op 75-jarige leeftijd. Zijn lichaam ligt links van het beeld van Jowo Jampäl Dorje begraven.